# Comtat de Werdenberg

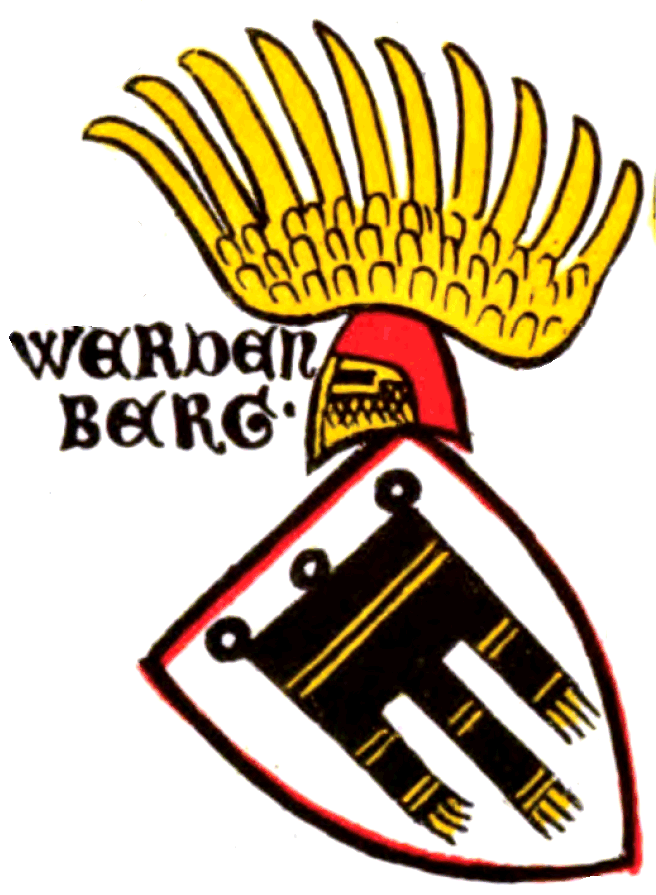
Escut dels Werdenberg al Zürcher Wappenrolle

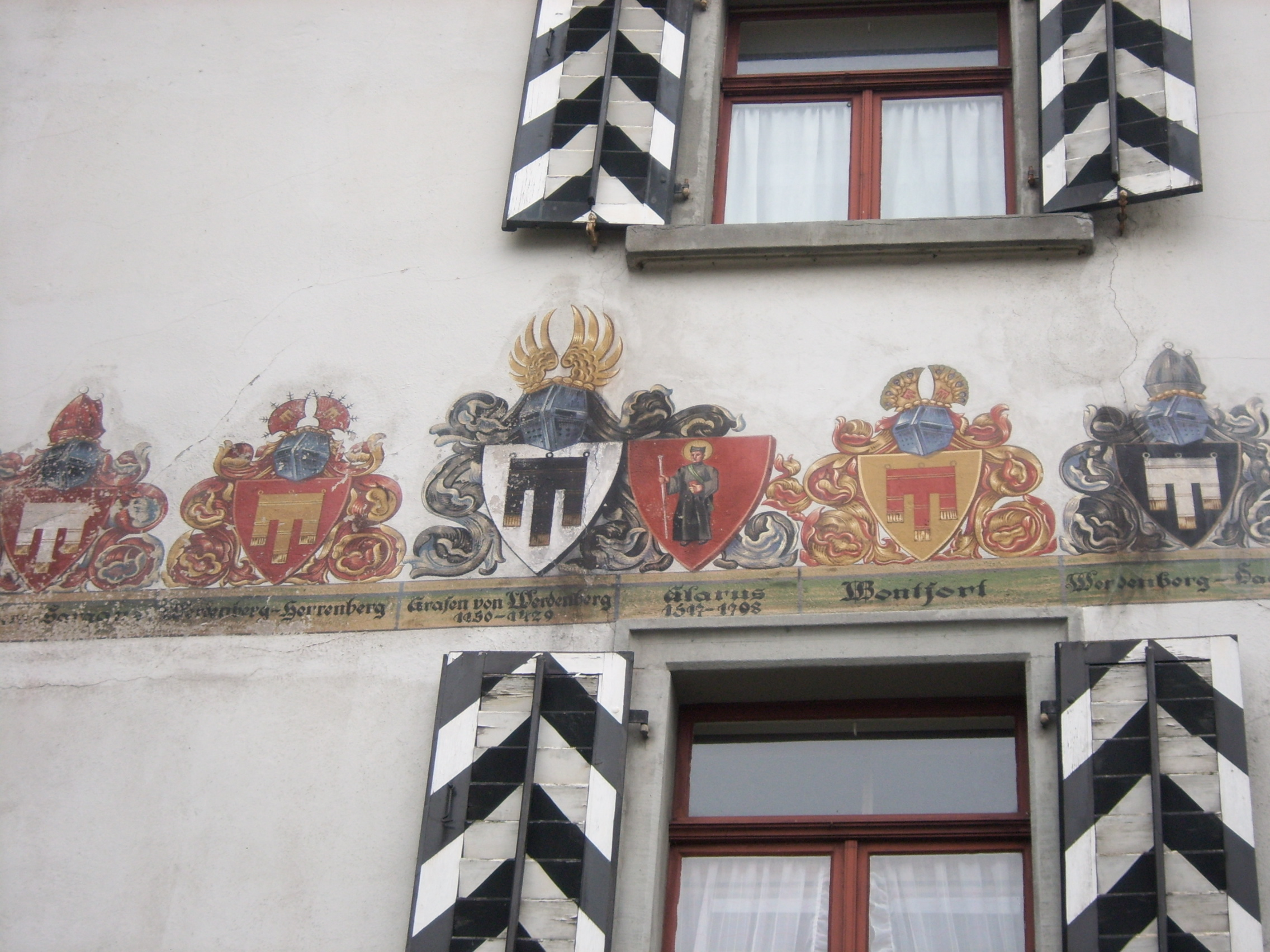
blasó d'algunes línies laterals dels Montfort i de la casa a Werdenberg

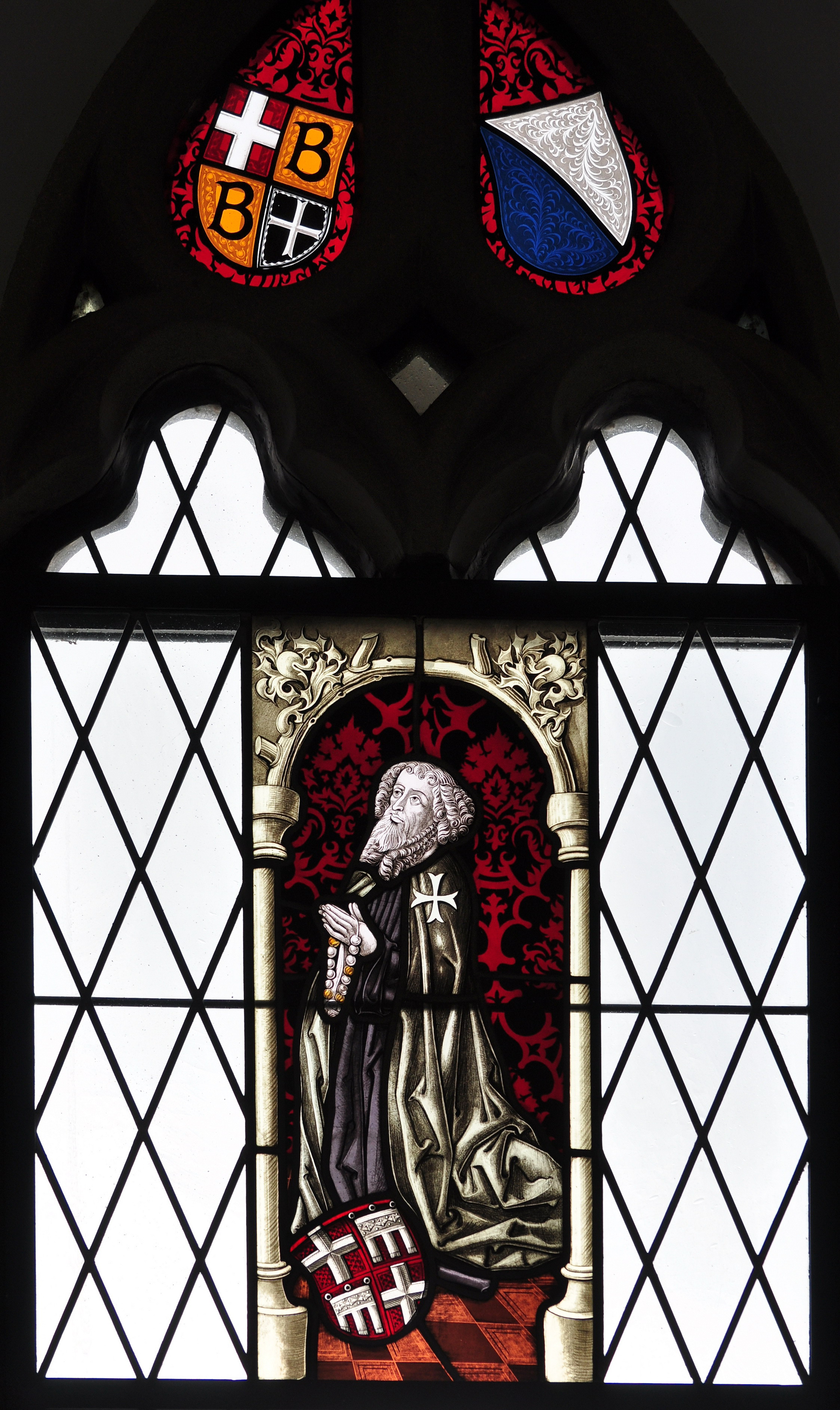
Comte Rudolf X de Werdenberg, gran prior del Johanniterordens, vitrall de finestra de l'any 1498 a l'església reformada a Bubikon

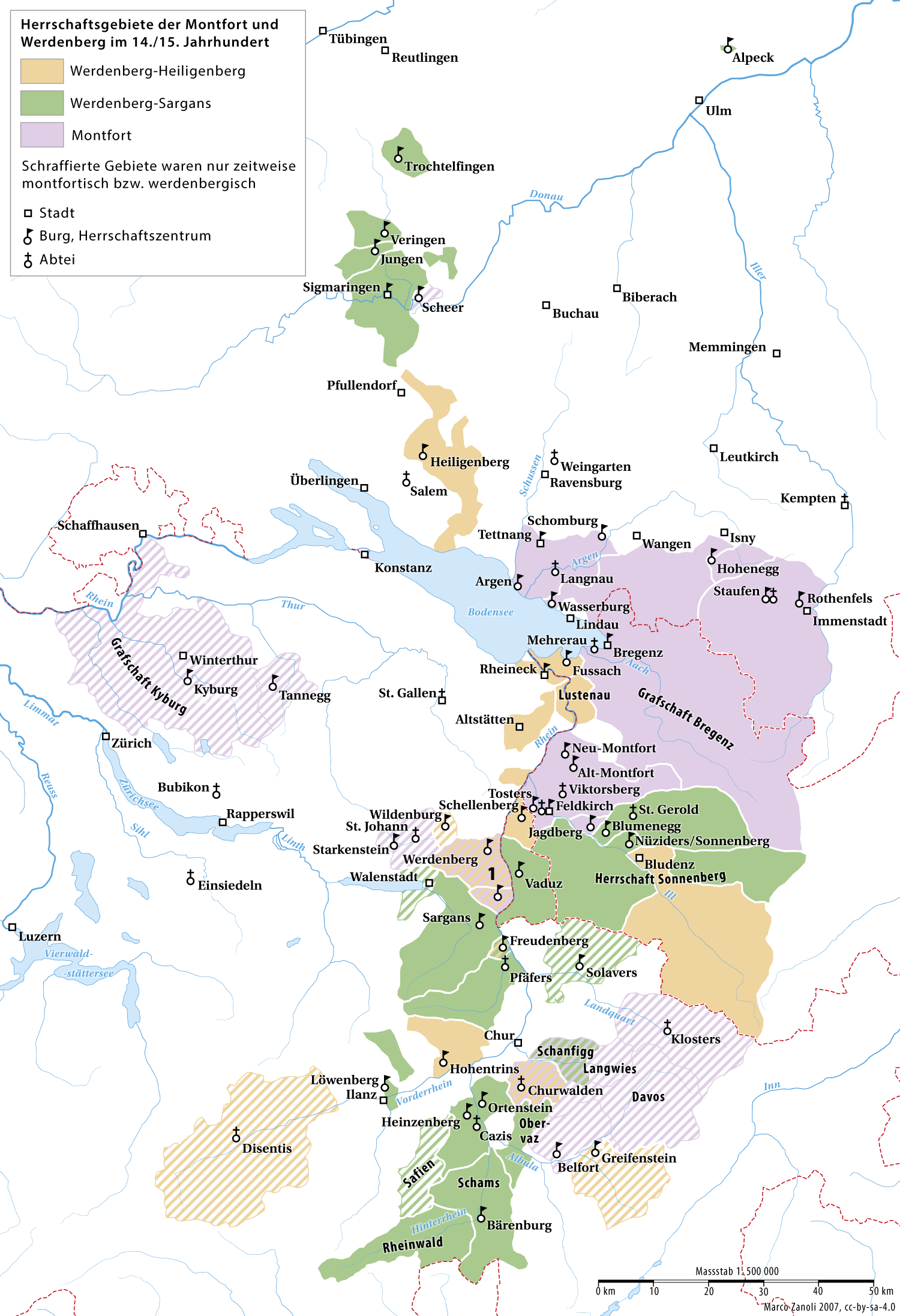
propietat dels comtes de Werdenberg i Montfort al segle XIV

El comtat de Werdenberg que agafava el nom del castell de Werdenberg al municipi actual de Grabs Cantó de Sankt Gallen, fou una jurisdicció feudal del Sacre Imperi Romanogermànic a Suïssa amb dominis als Alps renans i Danuni superior a Suàbia.
A començaments del segle xvi sobretot la línia Werdenberg-Heiligenberg-Sigmaringen-Trochtelfingen va exercir una gran influència. Com a conseller de l'emperador Maximilià Hug de Werdenberg va participar decisivament a la fundació de la Lliga de Suàbia i va actuar com el primer capità federal. Va extingir-se el 1534.

## Història
L'aparició de la casa dels comtes de Werdenberg és atribuïda al comte de palau reial Hug II de Tubinga (Tübingen) († 1182) que va adquirir grans propietats pel seu casament amb Elisabet, la filla i hereva del darrer comte de Bregenz, a la zona del Llac de Constança i a Chur. Després de la mort d'Hug l'herència va passar al seu segon fill, també anomenat que des de vers 1200 va agafar el nom del seu castell de Montfort i fou conegut com a Hug I de Montfort († 1228) iniciant la família comtal dels Montfort. Li pertanyien al comtat les terres de Churrätien, Tettnang, Bregenz, Feldkirch, el comtat de Sonnenberg, Werdenberg i el comtat de Sargans.
Després de la mort d'Hug els seus fills administraven la propietat de família primer en comú. L'ancestre de la casa Werdenberg es considera Rodolf I, encara que només el seu fill Hartmann va portar el títol comes de Werdenberch (documentat des de 1259). Després que tant Rodolf (ja abans de 1247) com també el seu germà més jove Hug morissin, es produïa el 1258 una redistribució; els fills de Rodolf conservaven la part meridional de la propietat dels Montfort sota Hugo I i Hartman I; amb ells es ramificava la família de Werdenberg amb les línies principals «Werdenberg-Heiligenberg» i «Werdenberg-Sargans».

## Blasó
El blasó de les diferents branques dels Werdenberger estava basat en el blasó dels comtes de palau reial de Tübingen, una bandera o gonfanó vermell amb tres cues sobre camp daurat. La línia Werdenberg-Heiligenberg va tenir el gonfanó de color negre per decisió d'Hug I de Werdenberg el 1277 sobre camp de plata, i la de Werdenberg-Sargans el gonfanó era de plata en camp de gules. El blasó dels comtes de Montfort fou adoptat amb modificacions per l'estat federal de Voralberg el 1918.

blasó dels comtes de palau reial de Tübingen
blasó dels comtes de Werdenberg-Heiligenberg
blasó dels comtes de Werdenberg-Sargans

## Comtes de Werdenberg-Heiligenberg
La branca Heiligenberger era la branca més vella dels Werdenberger i posseïa el nucli del comtat de Werdenberg, amb els municipis suïssos actuals de Buchs i Grabs així com el Thurtal superior amb Wildhaus. Sobre la banda dreta del Rin els pertanyien la senyoria de Schellenberg, Bludenz amb el Montafon, el Lustenau així com a l'Aliança Grisona l'advocacia sobre l'Abadia de Disentis.
El primer de la línia Hug I (†1280), va estar aliat estretament amb Rodolf IV d'Habsburg i així va poder adquirir les terres de Landvogtei a Suàbia superior el 1274 i Churwalden així com terres properes a Heiligenberg el 1277. El comte Hug III va afegir la propietat dels castells i ciutats de Rheineck, Hohentrins amb Tamins, Reichenau així com pel seu casament amb Anna de Wildenberg les senyories de Freudenberg i Greifenstein.
Albert I fou delegat dels Habsburg al Bodensee el 1327, i el 1331 també als països d'Uri, Schwyz i Unterwalden. Va afegir als seus dominis l'advocacia de Altstätten i de Rheintal i Wartau. Albert I es va enfrontar amb el comte Rudolf III de Montfort-Feldkirch, que a la seva mort es va extingir i va passar als Habsburg que així van adquirir el Voralberg. Els quatre nets d'Albert I es van repartir els dominis el 1377/78 i 1387 creant quatre línies:

### Línia de Werdenberg
Hugo IV va rebre Werdenberg i el Thurtal superior; aquesta línia es va extingir aproximadament el 1390 i l'herència va passar a Enric III.

### Línia de Rheineck
Enric III va rebre Rheineck, Hohentrins i l'advocacia de Rheintal i de l'abadia de Disentis i a més va heretar Werdenberg vers el 1390; el fill d'Enric III, Rodolf II estava, al voltant de 1395, en disputa al voltant de l'herència d'Hug IV que reclamaven els Habsburg; durant la lluita va perdre pràcticament tota la seva propietat que va passar als Habsburg. Va lluitar en la batalla de Schlacht am Stoss a la terra de l'Appenzell. El seu germà Hug V aconseguia després l'expulsió de Frederic IV d'Habsburg-Tirol de Heiligenberg.

### Línia de Bludenz
El primer comte que va governar a Bludenz fou Hug I de Montfort. Albert III va rebre Bludenz i el Montafon Bludenz; aquesta línia es va extingir el 1420. Havia venut la propietat a Albert d'Habsburg Albert abans de la seva mort el 1394.

### Línia d'Heiligenberg
Albert IV va rebre Heiligenberg, Wartau i Freudenberg però no va tenir fills. El 1395 lluitava pel seu nebot i hereu Rodolf II i era arrossegat a la derrota amb ells. Després que perdés Wartau i Freudenberg, va desheretar a Rodolf II, perquè aquest havia pactat amb els habitants d'Appenzell. El 1413 va vendre Heiligenberg als Habsburg. Hug V de Rheineck, que va aconseguir dominar Heiligenber, fou el darrer representant dels comtes de Werdenberg-Heiligenberg i va morir el 1428

## Comtes de Werdenberg-Sargans
El país principal dels comtes de Werdenberg-Sargans, l'ancestre dels quals era Hartman I, comprenia el comtat de Sargans, la senyoria de Vaduz, el comtat de Sonnenberg i Blumenegg a la regió de Walgau. El fill de Hartman, Rodolf III (mort vers 1322) va aconseguir ampliar la propietat considerablement: pel seu casament amb Adelaida de Burgau va rebre el domini de la senyoria d'Albeck al Langenau, el 1289; més tard va adquirir el domini de Schmalegg així com l'advocacia sobre el monestir de Pfärers.
Després que els fills de Rodolf III que havien governat en comú, fessin un contracte de divisió el 3 de maig de 1342 a Sargans, aquesta línia es va ramificar en diverses branques:

### Línia de Vaduz
Hartman III († 1354) va rebre Vaduz, Sonnenberg-Nüziders, Blumenegg i possessions al Prättigau.

### Línia Sargans-Vaz
Rodolf IV (mort aproximadament el 1361) rebia el comtat de Sargans, l'advocacia de Pfäfers i la penyora dels Habsburg sobre el comtat de Laax. El 1338 heretava Vaz per la seva dona Ursula al Domleschg superior i mitjà, el comtat de Schams amb Rheinwald, les valls de Safien i Schanfigg així com Obervaz amb Stürvis i Mutten. El seu fill, Joan I va participar en la guerra dels Habsburg contra Glarus i es va arruïnar per les conseqüències financeres de la guerra per la conquesta dels territoris de les línies dels seus parents de Werdenberg-Heiligenberg-Rheineck el 1395 de manera que el 1396 va haver d'empenyorar 1396 Sargans als Habsburg els quals en van cedir el domini als comtes de Toggenburg (Frederic VII). Només el seu fill Enric II (mort aproximadament el 1447) recuperava la penyora un altre cop el 1436, a la mort del darrer comte de Toggenburg, però va haver de deixar Nidberg, Quarten i Walenstadt com a vogtei (zona protegida o advocacia) als Habsburg. No obstant els habitants del comtat de Sargans van refusar reconèixer al comte i van fer un tractat de protecció amb la ciutat de Zurich. En la Guerra Vella de Zurich (entre Zurich i els cantons de Glarus i Schwyz) el comte va donar suport a Glarus i Schwyz que van conquerir el comtat de Sargans i van forçar a la població a jurar lleialtat al comte. El 1458 el comte va renovar l'aliança amb Glarus i Schwyz però els confederats van retenir Walenstadt, Nidberg i Quarten que havien conquerit als Habsburg
El comte Jordi va heretar el 1459 àmplies possessions senyorials de la seva dona, Anna de Rhäzüns: la senyoria de Rhäzüns al territori de la Lliga Gris que no obstant va haver de compartir amb la dinastia dels Hohenzollern en la disputa successòria pel domini de Rhäzüns que va esclatar al cap de poc. Com que no tenia fills va vendre totes les seves possessions entre 1463 i 1483, i finalment el 1483 el comtat de Sargans que va vendre als confederats passant a ser un territori comú de set cantons de la confederació (tots menys Berna); la compra va posar fi a l'expansió dels confederats cap a l'est. Quarten va passar a ser part de l'advocacia de Windegg, però va restar subordinada al Blutgerichtsbarkeit de Sargans. Jordi va morir al servei de l'imperi el 1504 sent el darrer de la seva línia.

### Línia d'Alpeck
Enric III (en la numeració de la línia Enric I, mort aproximadament 1332) va iniciar aquesta línia. Després que rebés la dominació de la senyoria de Trochtelfingen amb ocasió del seu casament amb Agnes de Württemberg el 1316, adquiria possessions al nord del llac Bodensee. Com a únic comte de les famílies Werdenberg i Montfort va participar en les lluites provocades per l'elecció de 1314 de Lluís de Baviera al que va donar suport, que el va nomenar per això com a delegat imperial a Suàbia superior. Els seus fills, per un cobtracte sense presència del comte de Sargans, van dividir la propietat suaba el 1349: Enric II rebia Alpeck, que els seus descendents van conservar fins al 1385 quan la van vendre a la ciutat imperial d'Ulm; aquesta línia es va extingir el 1415 amb Eberard I (+ 1383); l'altra fill va rebre Trochtelfingen.

#### Línia de Trochtelfingen

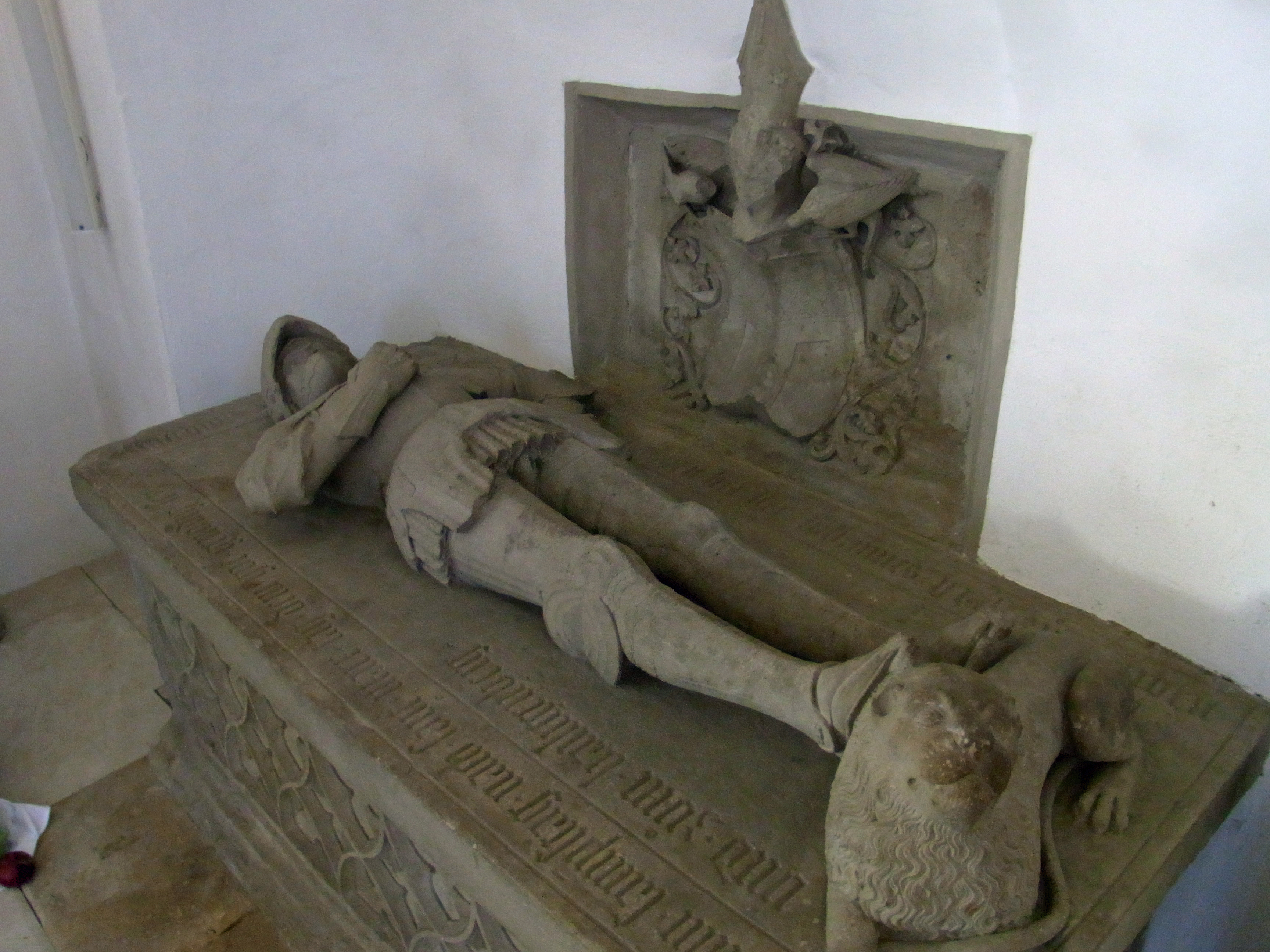
Tumba de Joan de Werdenberg † 1465 a St. Martinskirche, Trochtelfingen

Va rebre el 1399 de Württemberg, en qualitat de penyora, el domini de la senyoria de Sigmaringen i la part superior del comtat de Veringe, deu anys més tard també la part inferior del comtat. Fins a 1421 dominava també Jungnau que arrodonia l'àrea al Danubi i Lauchert, per això la senyoria de Schmalegg fou venuda el 1413 a la ciutat de Ravensburg. El 1434 els comtes que governaven en comú l'herència eren Enric XII, Joan IV i Eberard IV, besnet d'Eberard I; el feu imperial de Heiligenberg els fou concedit. Després de la mort d'Enric la herencia es va dividir el 1441.
Eberard IV va rebre els alous de Trochtelfingen i Jungnau, i Joan IV el feu imperial d'Heiligenberg i Pfänder així com les penyores de Sigmaringen i Veringen que va poder transformar en feus de l'imperi el 1460. Després de la mort de Joan IV el 1465 i Eberhard IIV no tenia fills, va renunciar als seus drets en favor dels tres fills de Joan IV que van governar en comú. Sigmaringen i Trochtelfingen foren les ciutats on van residir.
Aquesta línia fou coneguda com a Werdenberg-Heiligenberg-Sigmaringen-Trochtelfingen i fou arrosegada a una dispiuta amb altres rivals nobiliaris. La línia es va extingir amb el comte Cristòfol († el 29 de gener de 1534). Els béns propis i Heiligenberg anaven a la casa de Fürstenberg. Sigmaringen, va passar com a feu imperial complet, de nou als comtes de Zollern (Hohenzollern).

## El comtat a l'edat moderna
L'administració comuna dels confederats no va presentar problemes; s'alternava cada dos anys entre els cantons Zurich, Lucerna, Uri, Schwyz, Unterwalden, Zug i Glarus. Des de 1712, al final de la segona guerra de Villmergen, Berna va entrar al condomini aportant la senyoria de Freudenberg (abadia imperial de Pfäfers) i Walenstadt, i va passar a tenir el mateix dret d'administració. Una excepció era la senyoria de Wartau que estava dins la comuna de Wartau però la formava només el castell i el llogaret de Gretschins, i que tot i estar dins del Wartau pertanyia a la jurisdicció administrativa del comtat de Werdenberg; el 1517, quan el comtat de Werdenberg va passar a Glarus, es donava la situació que durant l'administració de sis dels set cantons, hi havia una senyoria d'un altra cantó dins el territori comú; els governador de Werdenberg i Sargans van tenir alguns conflictes el 1694–95 pel comerç al Wartau, i el plet fou portat al consell confederal.
El 1798 l'antic comtat es va erigir en cantó independent de Sargans fins que fou incorporat al cantó de Linth dins la república Helvètica el 1799. Quan la confederació es va restablir el 1803 va quedar integrat al cantó de Sank Gallen.

## Personatges
- Hartmann I de Werdenberg († vers 1271), ancestre dels comtes de Werdenberg-Sargans
- Hartmann II (1388–1416), Bisbe de Chur
- Agnes de Werdenberg-Trochtelfingen († 1447)
- Jordi de Werdenberg (1425–1504) darrer comte de Sargans
- Joan II de Werdenberg (~1430–1486), bisbe d'Augsburg
- Hug de Werdenberg (1459–1508), primer capità de la Lliga de Suàbia
- Felix de Werdenberg († 1530), assassí d'Andreas de Sonnenberg